# سال‌شمار بهرام بیضایی
بهرام بیضایی در ۵ دیِ ۱۳۱۷ در تهران در خانواده‌ای اهلِ فرهنگ و ادب و جدااُفتاده از عوام به دنیا آمد. پدرش شاعری آرانی بود.
بهرام از مدرسه می‌گریخت و در سینه کلوب فیلم تماشا می‌کرد. همین زمان با کار و زندگی صادق هدایت آشنا شد، و از او تأثیر گرفت. سپس‌تر از رشته ادبی دانشکدهٔ ادبیات دانشگاه تهران کناره گرفت؛ ولی حاصل پژوهش‌هایش را به صورتِ کتابِ نمایش در ایران (۱۳۴۴) چاپ کرد، که یگانه تاریخنامهٔ مهمِّ نمایش ایرانی شد.
هم‌زمان به نمایشنامه‌نویسی گرایید، آن هم با بهره گرفتن از شیوه‌های تعزیه که نیاکانش در آران برپا می‌کردند. بیشترِ نمایشنامه‌های آغازینش – مانند پهلوان اکبر می‌میرد – با نمایشِ گروهِ هنر ملّی کامیابی یافت؛ هرچند گاه جلال آل احمد کارش را سخت نکوهید، و گاه نمایشش از صحنه پایین کشیده شد.
سالِ ۱۳۴۴ با منیراعظم رامین‌فر ازدواج کرد. بیضایی در اوایل دههٔ ۱۳۴۰ عضو گروهِ طرفه و از هنگامِ تشکیلِ کانون نویسندگان ایران از بنیان‌گذارانش و به همین خاطر آماج بدگمانی ساواک بود. وی سالِ ۱۳۵۷ از کانون کناره گرفت. دههٔ ۱۳۵۰ را به استادی در دانشکدهٔ هنرهای زیبای دانشگاه تهران و نیز فیلم‌سازی گذرانید. سالِ ۱۳۵۸، پس از ده سالی که نمایشی اجرا نکرده بود، مرگ یزدگرد را بر صحنه برد، که در ۱۳۶۰، سال اخراج دوباره‌اش این بار از کرسی استادی دانشگاه تهران، فیلم هم شد.
پس از نمایش مرگ یزدگرد تا هجده سال امکان کار تئاتری نیافت، هرچند با پیگیری فراوان توانست چند فیلم بسازد: شاید وقتی دیگر، باشو، غریبه‌ی کوچک، مسافران. در این اثنی از همسرش هم جدا شد.
سالِ ۱۳۷۱ با مژده شمسایی ازدواج کرد. از ۱۳۷۶ دوباره کارِ تئاتر دست داد و بیضایی به شوق نمایش از اقامت کوتاهش در استراسبورگ دست شست و تا ۱۳۸۶ به تفاریق توانست برای چند نمایش و فیلم و کتاب پروانه بگیرد، هرچند گاه نمایشی از صحنه پایین کشیده شد، فیلمی دچار سانسور شد یا کتابی در محاق توقیف ماند.
سالِ ۱۳۸۹ به استادیِ بخشِ ایران‌شناسیِ دانشگاه استنفورد به آمریکا رفت. این مهاجرت بیضایی دیرانجام‌ترین اقامتش دور از ایران بوده. او در آمریکا نیز پرکار بود و، غیر از تدریس، به نوشتن و نمایش پرداخت.
داش آکُل به گُفته‌ی مرجان واپسین کارِ نمایشی بیضایی است که مهرِ ۱۴۰۳ و مردادِ ۱۴۰۴ در برکلی (کالیفرنیا) به نمایش درآمد.
بیضایی از ۱۳۸۹ به بعد، غیر از ماهی (۱۳۹۹) و مجلس شبیه؛ در ذکر مصایب استاد نوید ماکان و همسرش مهندس رُخشید فرزین (۱۴۰۲) و جانا و بلادور (۱۴۰۴) و داش آکُل به گُفته‌ی مرجان (۱۴۰۴)، که اغلب از نظرِ دولتِ ایران در این زمان ممنوع بوده‌اند، کتابی در آمریکا منتشر نکرده است؛ هرچند دیگران ترجمه‌هایی از کارهایش منتشر کرده‌اند.

## از زایش تا . . .
| سالِ هجریِ خورشیدی | کوتاهِ کار و سرگذشت |
| ---------------- | --- |
| ۱۳۱۷             | ۵ دی، تولّد در تهران |
| ۱۳۱۸             | |
| ۱۳۱۹             | |
| ۱۳۲۰             | |
| ۱۳۲۱             | |
| ۱۳۲۲             | |
| ۱۳۲۳             | |
| ۱۳۲۴             | |
| ۱۳۲۵             | |
| ۱۳۲۶             | |
| ۱۳۲۷             | |
| ۱۳۲۸             | |
| ۱۳۲۹             | |
| ۱۳۳۰             | |
| ۱۳۳۱             | |
| ۱۳۳۲             | |
| ۱۳۳۳             | |
| ۱۳۳۴             | یک تجربه در فیلم‌سازی (۸ میلی‌متری، گم‌شده) |
| ۱۳۳۵             | |
| ۱۳۳۶             | |
| ۱۳۳۷             | |
| ۱۳۳۸             | ترکِ تحصیلاتِ رسمی در دانشکدهٔ ادبیات دانشگاه تهران |
| ۱۳۳۹             | |
| ۱۳۴۰             | |
| ۱۳۴۱             | - نگارشِ طرحِ فیلمِ کوتاهِ «خوابگرد» - انتقال از ادارهٔ کلّ ثبت اسناد و املاک به اداره هنرهای دراماتیک (بعدها نامیده شد اداره برنامه‌های تئاتر) - نگارش و انتشارِ تک‌پرده‌ایِ مترسکها در شب و خیمه‌شب‌بازیِ عروسکها به صورتِ کتابِ مترسکها در شب و عروسکها - نگارشِ نمایشنامهٔ «غروب در دیاری غریب» |
| ۱۳۴۲             | دنبالهٔ انتشار سلسله مقالات «نمایش در ایران» در مجلّه موسیقی، که سپس‌تر کتابِ نمایش در ایران را تشکیل داد نگارش «قصّه‌ی ماه پنهان» چاپ سه نمایشنامه‌ی عروسکی نگارشِ نمایشنامهٔ پهلوان اکبر می‌میرد نگارشِ نمایشنامهٔ رگبار (گم شده) توقیف کتاب ماه کیهان ۳ که «آرش» در او چاپ شد بود |
| ۱۳۴۳             | - نمایشِ گروه هنر ملّی غروب در دیاری غریب را در تلویزیون ایران به کارگردانی عبّاس جوانمرد - نگارشِ نمایشنامهٔ هشتمین سفر سندباد - انتشار پژوهش‌های «نمایش در ژاپن» (ترجمهٔ متن‌ها با همکاری داریوش آشوری و سهراب سپهری) در مجلّه موسیقی و پس از آن انتشار کتابِ نمایش در ژاپن - اجرای غروب در دیاری غریب و قصه‌ی ماه پنهان بر صحنه در مناطق نفت‌خیز جنوب ایران توسّط گروه هنر ملّی و با کارگردانی عبّاس جوانمرد. در این نمایش‌ها نویسنده، بیضایی، مدیر صحنه نیز بود. |
| ۱۳۴۴             | - نخستین سفر خارجه، به فرانسه، همراه با گروه هنر ملّی همچون مدیر صحنه در نمایشِ دو نمایشنامهٔ غروب در دیاری غریب و قصه‌ی ماه پنهان در فستیوال تئاتر مللِ پاریس (تماشاخانهٔ سارا برنارد) - ازدواج با منیراعظم رامین‌فر - اجرای صحنه‌ایِ گروه هنر ملّی نمایشِ پهلوان اکبر می‌میرد را به کارگردانی عبّاس جوانمرد در تالار بیست‌وپنج شهریور (مهر و آبان / دی و بهمن) - انتقال از ادارهٔ برنامه‌های تئاتر به رادیو - انتشار یکجای سلسله مقالات «نمایش در ایران» به صورتِ کتابی به همین نام - نگارشِ طرحِ فیلم‌نامهٔ «مرد و میدان» - نگارشِ نمایشنامهٔ دنیای مطبوعاتی آقای اسراری - نگارش و انتشارِ نمایشنامهٔ سُلطان مار |
| ۱۳۴۵             | - برگشت از رادیو به ادارهٔ برنامه‌های تئاتر - مأموریت یک‌ماههٔ شهرستان برای مشاهدهٔ زندگی مردم: نگارشِ نمایشنامهٔ گزارش به بالانشینان - دی، تولّدِ نخستین فرزند: نیلوفر - اسفند، کارگردانیِ عروسکها برای ضبطِ تلویزیونی |
| ۱۳۴۶             | - نگارش و کارگردانی و نمایشِ تک‌پرده‌ای‌های «ضیافت» و «میراث» - نگارشِ نمایشنامهٔ چهار صندوق |
| ۱۳۴۷             | - پایه‌گذاریِ کانون نویسندگان ایران همراهِ هشت نویسندهٔ دیگر: گردآوردنِ هیئتِ مؤسّس - نگارشِ نمایشنامهٔ ساحل نجات - گم شدنِ سه فیلم‌نامهٔ چهل‌دقیقه‌ایش («روزِ باشکوه» و «بیزار» و «ملاقات»)، نوشته برای مجموعهٔ تلویزیونیِ سرکار استوار، در تلویزیون ملّی ایران - نگارشِ نمایشنامهٔ دیوان بلخ - نگارشِ نمایشنامهٔ در حضور باد |
| ۱۳۴۸             | - نگارشِ نمایشنامهٔ گمشدگان - انتشارِ نمایش در چین - کارگردانیِ نمایشِ سُلطان مار و نمایش در تهران و شهرهای شمال ایران - آغازِ تدریس در دانشکدهٔ هنرهای زیبای دانشگاهِ تهران همچون استادِ فراخوانده به درخواستِ دانشجویان و استادان |
| ۱۳۴۹             | - نگارشِ نمایشنامهٔ راه توفانی فرمان پسر فرمان از میان تاریکی - نگارشِ داستانِ حقیقت و مرد دانا - کارگردانیِ فیلمِ کوتاهِ عمو سیبیلو - نگارشِ طرحِ «سه شاهد» (سالِ ۱۳۷۱ شد فیلم‌نامهٔ چه کسی رئیس را کشت؟) - نگارشِ فیلم‌نامهٔ عیّار تنها - نگارشِ فیلم‌نامهٔ رگبار |
| ۱۳۵۰             | پایانِ کارگردانیِ رگبار |
| ۱۳۵۱             | - تولّدِ سوّمین فرزند: نگار - نگارشِ فیلم‌نامهٔ غریبه و مه |
| ۱۳۵۲             | انتقال از ادارهٔ برنامه‌های تئاتر به دانشکدهٔ هنرهای زیبای دانشگاه تهران همچون استادیارِ تمام‌وقتِ نمایش و مدیرِ دپارتمان هنرهای نمایشی |
| ۱۳۵۳             | نگارشِ طرحِ فیلم‌نامه‌های کوتاهِ «شغل دو» و «شغل سه» و «شغل چهار» (این سه سپس‌تر شد فیلم‌نامهٔ چشم‌انداز.) |
| ۱۳۵۴             | - نگارشِ فیلم‌نامهٔ حقایق درباره‌ی لیلا دختر ادریس و کوششِ نافرجام برای ساختنِ فیلمش - نگارشِ فیلم‌نامهٔ چریکه‌ی تارا - نگارشِ طرحِ فیلم‌نامهٔ مسافران |
| ۱۳۵۵             | نگارشِ فیلم‌نامهٔ کلاغ |
| ۱۳۵۶             | - نگارشِ نمایشنامهٔ ندبه و کوششِ نافرجام برای نمایشش - نگارشِ نسخهٔ اوّلِ نمایشنامهٔ جانا و بلادور - ۲۰ مهر، سخنرانی در شبِ سوّمِ شب‌های شعر گوته («در موقعیت تئاتر و سینما») |
| ۱۳۵۷             | مرداد، آغازِ کارگردانیِ چریکه‌ی تارا |
| ۱۳۵۸             | - نگارش و نمایشِ نمایشنامهٔ مرگ یزدگرد |
| ۱۳۵۹             | - نگارشِ فیلم‌نامهٔ شب سمور و کوششِ نافرجام برای ساختنِ فیلمش - نگارشِ فیلم‌نامهٔ اشغال - نگارشِ فیلم‌نامهٔ آینه‌های روبرو - تدوینِ فیلمِ کوتاهِ سلندر |
| ۱۳۶۰             | |
| ۱۳۶۱             | - نگارشِ فیلم‌نامهٔ زمین - نگارشِ نمایشنامهٔ فتحنامه‌ی کلات |
| ۱۳۶۲             | |
| ۱۳۶۳             | - نگارشِ فیلم‌نامهٔ پرونده‌ی قدیمی پیرآباد - نگارشِ فیلم‌نامهٔ عیّارنامه - تدوینِ فیلمِ دونده |
| ۱۳۶۴             | |
| ۱۳۶۵             | - نگارشِ فیلم‌نامهٔ طومار شیخ شرزین - نگارشِ فیلم‌نامهٔ گیلگمش - نگارشِ فیلم‌نامهٔ دیباچه‌ی نوین شاهنامه - نگارشِ طرحِ فیلم‌نامهٔ پرده‌ی نئی - ۲۶ مرداد، مرگِ پدر - آغازِ کارگردانیِ فیلمِ شاید وقتی دیگر در پایانِ سال |
| ۱۳۶۶             | |
| ۱۳۶۷             | - ترکِ ایران و پیوستن به خانواده در سوئد - نگارشِ فیلم‌نامهٔ آقای لیر - نگارشِ فیلم‌نامهٔ برگی گم‌شده از اوراق هویت یک هموطن آینده - نگارشِ نمایشنامهٔ جنگنامه‌ی غلامان |
| ۱۳۶۸             | - بهار، بازگشت به ایران - نگارشِ فیلم‌نامهٔ سفر به شب - نگارشِ فیلم‌نامهٔ مسافران |
| ۱۳۶۹             | - نگارشِ فیلم‌نامهٔ فیلم در فیلم - آغازِ کارگردانیِ فیلمِ مسافران در پایانِ سال |
| ۱۳۷۰             | - پایانِ فیلمبرداریِ مسافران و تدوینش |
| ۱۳۷۱             | - نگارشِ فیلم‌نامهٔ چه کسی رئیس را کشت؟ (بر اساسِ طرحِ «سه شاهد») - ازدواج با مژده شمسایی |
| ۱۳۷۲             | - پاییز، نگارشِ سیاوش‌خوانی |
| ۱۳۷۳             | - نگارشِ فیلم‌نامهٔ آوازهای ننه آرسو - نگارشِ نمایشنامهٔ چاقو در پشت برای دخترش، نیلوفر - سفرِ یک‌ماهه به آمریکا برای چند سخنرانیِ دانشگاهی - نگارشِ نسخهٔ نخستِ نمایشنامهٔ طرب‌نامه |
| ۱۳۷۴             | - تولّدِ چهارمین فرزند: نیاسان - تدوینِ فیلمِ برج مینو |
| ۱۳۷۵             | اقامت در استراسبورگ به دعوتِ پارلمان بین‌المللی نویسندگان |
| ۱۳۷۶             | |
| ۱۳۷۷             | نگارشِ نمایشنامهٔ مجلس قربانی سِنِمّار |
| ۱۳۷۸             | - نگارشِ فیلم‌نامه‌های کوتاهِ گفت‌وگو با آب و گفت‌وگو با خاک و گفت‌وگو با آتش - پاییز و زمستان، کارگردانیِ فیلمِ سگ‌کُشی |
| ۱۳۷۹             | - تدوینِ فیلمِ سگ‌کُشی و نمایشش در جشنوارهٔ فیلمِ فجر - نگارشِ فیلم‌نامهٔ ایستگاه سلجوق و کوششِ نافرجام برای ساختنِ فیلمش - نگارشِ نمایشنامهٔ مَجلس ضَربت زدن |
| ۱۳۸۰             | - سفرِ یک‌ماهه به ژاپن - ۹ آبان، مرگِ مادر - زمستان، دو بار احضار به ادارهٔ اماکنِ نیروی انتظامیِ تهران، و مراجعه و بازجویی به تاریخِ ۲۴ بهمن |
| ۱۳۸۱             | - نگارشِ فیلم‌نامهٔ اتّفاق خودش نمی‌افتد! و کوششِ نافرجام برای ساختنِ فیلمش |
| ۱۳۸۲             | - عضویت در هیئتِ داورانِ دوّمین دورهٔ جشنوارهٔ فیلم کوتاه سونی - نگارش و کارگردانی و نمایش و ضبط و تدوینِ سه پارهٔ نمایشنامهٔ شب هزارویکُم در تالارِ چهارسوی تئاتر شهرِ تهران - نگارشِ ریشه‌یابیِ درخت کهن |
| ۱۳۸۳             | - نگارشِ فیلم‌نامهٔ سَنَد - نگارشِ فیلم‌نامهٔ ماهی - نگارشِ نمایشنامهٔ مجلس شبیه؛ در ذکر مصایب استاد نوید ماکان و همسرش مهندس رُخشید فرزین |
| ۱۳۸۴             | - بهار و تابستان، کارگردانی و نمایشِ مجلس شبیه؛ در ذکر مصایب استاد نوید ماکان و همسرش مهندس رُخشید فرزین در سالن اصلی تئاتر شهر؛ که پس از بیست‌وچهار اجرا جلوگیری شد. - نگارشِ هِزاراَفسان کجاست؟ |
| ۱۳۸۵             | - ساختنِ فیلمِ قالی سخنگو همچون بخشی از فیلمِ گروهیِ فرش ایرانی - نگارشِ فیلم‌نامهٔ لبه‌ی پرتگاه و کوششِ نافرجام برای ساختنِ فیلمش |
| ۱۳۸۶             | - نگارشِ فیلم‌نامهٔ وقتی همه خوابیم - زمستان، نمایشِ افرا؛ یا روز می‌گذرد در تالارِ وحدتِ تهران |
| ۱۳۸۷             | |
| ۱۳۸۸             | نگارشِ نمایشنامهٔ چهارراه |
| ۱۳۸۹             | شهریور، ترکِ ایران همراهِ مژده شمسایی و پسرشان (نیاسان) به مقصدِ آمریکا برای کار و تدریس در مرکزِ مطالعاتِ ایرانیِ دانشگاهِ استنفورد مهر، اقامتِ کوتاهی میانِ راهِ آمریکا در فرانکفورت با دخترش، نیلوفر |
| ۱۳۹۰             | دی، پذیرفتنِ جایزهٔ بیتا |
| ۱۳۹۱             | - تیر، نمایشِ جانا و بلادور در تماشاخانهٔ مرکزِ اجتماعاتِ محلّیِ کابرلی در پالو آلتو، کالیفرنیا - آذر، پذیرفتنِ جایزهٔ میراث از بنیاد فرهنگ |
| ۱۳۹۲             | - مرداد، کارگردانیِ آواخوانیِ آرش در تالارِ آننبرگِ دانشگاهِ استنفورد - مهر، پذیرفتنِ جایزهٔ سینا (در دانشگاهِ هاروارد) |
| ۱۳۹۳             | بهمن، کارگردانیِ نمایشنامه‌خوانیِ گزارش ارداویراف در سالنِ کابرلیِ دانشگاه استنفورد |
| ۱۳۹۴             | |
| ۱۳۹۵             | - فروردین، نمایشِ بخشِ یکُمِ طرب‌نامه در تماشاخانهٔ مرکزِ هنرهای نمایشیِ کالجِ دی انزا در کوپرتینو، کالیفرنیا - آبان، نمایشِ بخشِ دوّمِ طرب‌نامه در تماشاخانهٔ مرکزِ هنرهای نمایشیِ کالجِ دی انزا |
| ۱۳۹۶             | - تیر، پذیرفتنِ دکتریِ افتخاریِ ادبیات (D.Litt. honoris causa) از دانشگاهِ سنت اندروز - مرداد، سخنرانی در بزرگداشت خودش در جشنوارهٔ تیرگان در تورنتو |
| ۱۳۹۷             | - فروردین، نمایشِ چهارراه در تماشاخانهٔ عمارتِ رابلیِ دانشگاه استنفورد |
| ۱۳۹۸             | - زمستان، تمرین و تدارکِ نمایشِ داش آکُل به گُفته‌ی مرجان |
| ۱۳۹۹             | ادامهٔ تمرینِ داش آکُل به گُفته‌ی مرجان |
| ۱۴۰۰             | شهریور، نمایشِ همگانیِ فیلمِ چهارراه در اینترنت |
| ۱۴۰۱             | سرایش و انتشارِ مثنوی با مطلعِ «مردمِ خُوشباورِ پنجاه‌وهفت» |
| ۱۴۰۲             | مرداد، انتشارِ نمایشنامهٔ مجلس شبیه؛ در ذکر مصایب استاد نوید ماکان و همسرش مهندس رُخشید فرزین |
| ۱۴۰۳             | نمایشِ نیمهٔ اوّلِ داش آکُل به گُفته‌ی مرجان |
| ۱۴۰۴             | - فروردین، نمایشِ همگانیِ فیلمِ جانا و بلادور در اینترنت (چند ماه بعد کتابش نیز منتشر شد.) - مرداد، نمایشِ بخشِ دوّمِ داش آکُل به گُفته‌ی مرجان در تماشاخانهٔ رودای تئاترِ رپرتوریِ برکلی و انتشارِ نمایشنامه‌اش |